# Mariana Rondón
Mariana Rondón (ur. 8 maja 1966 w Barquisimeto) – wenezuelska reżyserka, scenarzystka i producentka filmowa.
Studiowała reżyserię w szkołach filmowych na Kubie i w Paryżu. Nakręciła takie filmy, jak m.in. Pół godziny po północy (2000), Pocztówki z Leningradu (2007) czy Zafari (2024). Największy sukces odniosła dzięki piętnującemu homofobię dramatowi Zła fryzura (2013). Film przyniósł jej główną nagrodę Złotej Muszli na MFF w San Sebastián.